# 울리 에델
울리 에델(Uli Edel, 1947년 4월 11일 - )은 독일의 영화감독이다.

## 삶
뮌헨에서 연극 과학을 공부한 후 뮌헨 영화학교에 입학했다. 영화학교를 다니면서 연기 공부도 하였다.

## 작품
- 2008년 《바더 마인호프》